# Monument à la mémoire de Piotr Stolypine (Kiev)
Pour les articles homonymes, voir Monument à la mémoire de Piotr Stolypine.
Le monument à Piotr Stolypine à Kiev était un monument à l’homme politique et d’État russe, Premier ministre de l’Empire russe en 1906-1911, Piotr Stolypine, qui était situé à Kiev, sur l’actuelle place de l’Indépendance. Installé en septembre 1913, le monument ne subsista que quatre ans et fut démoli par la foule révolutionnaire ukrainienne le 17 (30 dans le calendrier grégorien) mars 1917 en préparation de la Journée de la liberté (uk).

## Histoire
Le 1er septembre 1911, lors d’une visite officielle à Kiev, le Premier ministre de l’Empire russe, Piotr Stolypine, a été mortellement blessé par le tir du terroriste social-révolutionnaire Dmitri Bogrov. Quatre jours plus tard, le 5 septembre 1911, Stolypine mourut et fut enterré sur le terrain de la laure des Grottes de Kiev
La Douma de la ville de Kiev (uk), voulant honorer la mémoire de l’homme d’État russe, a d’abord élu à titre posthume Piotr Stolypine citoyen d’honneur de Kiev, puis décida d’ériger un monument au « grand réformateur, fidèle serviteur du tsar et de la patrie ». Initialement, il était prévu d’installer un monument en face de l’opéra, mais la veuve de Stolypine était catégoriquement contre. Dans une lettre au gouverneur de Kiev, elle a écrit : « Il est impossible pour l'inoubliable Piotr Arkadievitch de se tenir près de l'endroit où l'agresseur l'a attaqué ».
Par conséquent, les autorités de la ville prirent la décision d'installer un monument devant le bâtiment de la Douma de la ville sur la place Dumskaya. Pour ce faire, plus de 200 000 roubles furent collectés à partir de dons (dont 20 000 ont été personnellement faits par Nicolas II), dont 100 000 ont été dépensés pour la fabrication et l’installation du monument lui-même, et tout le reste d'argent fut dépensé pour aider les veuves et les orphelins.
À l’été 1912, un monument fut posé, et le 6 septembre 1913, à l’occasion du deuxième anniversaire du meurtre de Stolypine, eut lieu l'inauguration.
Le projet du monument à Piotr Stolypine fut réalisé gratuitement par le célèbre sculpteur italien Ettore Ximenes, également connu comme l’auteur du monument à l’empereur Alexandre II (uk). Le sculpteur ne prit aucun argent pour réaliser l’œuvre. La partie architecturale du projet fut développée par Hyppolite Nikolaev (uk), un résident de Kiev. Le maître représenta Stolypine debout dans une redingote. La figure du Premier ministre se tenait sur un piédestal quadrangulaire, sous lequel étaient assises des figures allégoriques d’une femme russe en pleurs et d’un héros sévère qui étaient censés personnifier le chagrin et le pouvoir du peuple russe.
Devant le monument se trouvait l’inscription « Piotr Arkadievitch Stolypine - le peuple russe ». À proximité sur le piédestal a été placée la phrase la plus célèbre de Stolypine - « vous avez besoin d’un grand choc, nous avons besoin de la Grande Russie », ainsi que le texte de son télégramme au Club de Kiev des nationalistes russes : « Je crois fermement que la lumière de l'idée nationale russe, qui s'est réchauffée à l'ouest de la Russie, ne s'éteindra pas et illuminera bientôt toute la Russie ».

L'inauguration
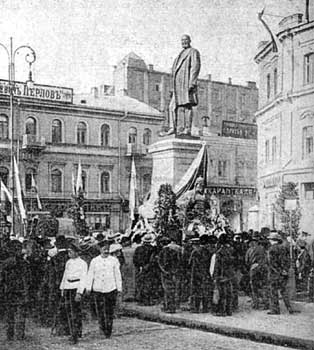
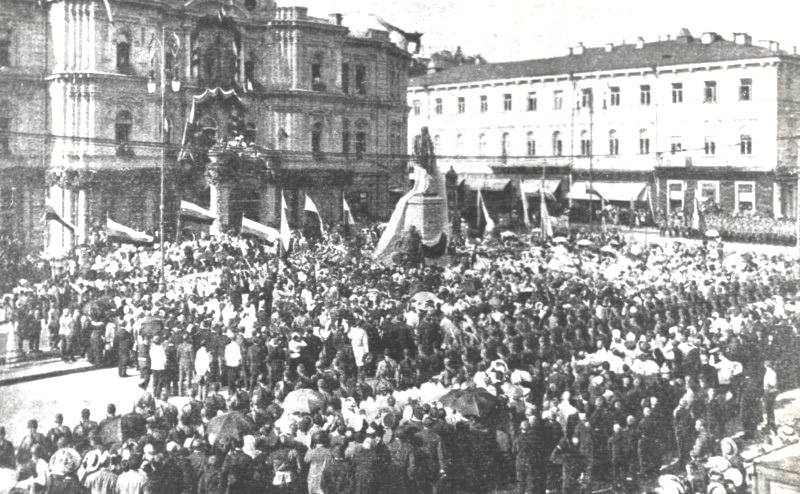

## La réaction de la communauté ukrainienne et le renversement du monument
En tant que personne et personnalité politique, Piotr Stolypine était un défenseur actif de l'autocratie et était marqué par des opinions chauvines extrêmes. Les personnalités ukrainiennes de l'époque ne l'appelaient rien d'autre qu'un « oppresseur et suppresseur », et la réaction de la communauté ukrainienne de Kiev à l'installation d'un monument à la personnalité russe fut extrêmement négative. Par conséquent, le monument ne tint que quatre ans, jusqu'au 16 mars 1917.
Avec le début de la révolution ukrainienne, au printemps 1917, des processus rapides de formation de l'État et la montée du mouvement ukrainien de libération nationale commencèrent en Ukraine et à Kiev en particulier. Dans ces conditions, le monument à Stolypine sur la place centrale de Kiev était vu comme un symbole vivant du régime autocratique russe détesté par les Ukrainiens.

Vues du monument
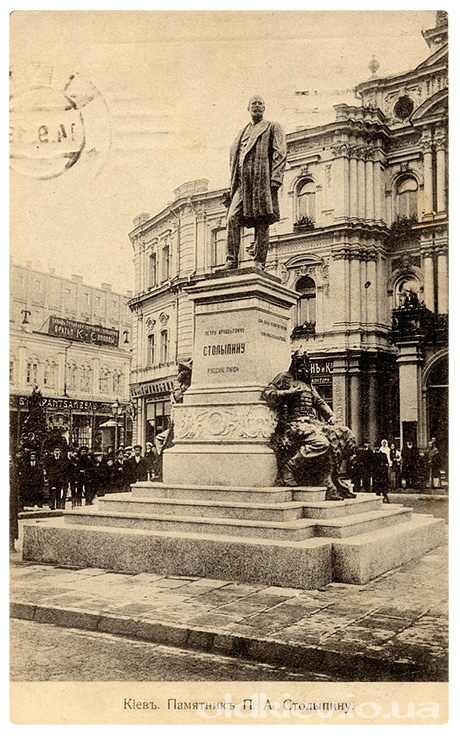
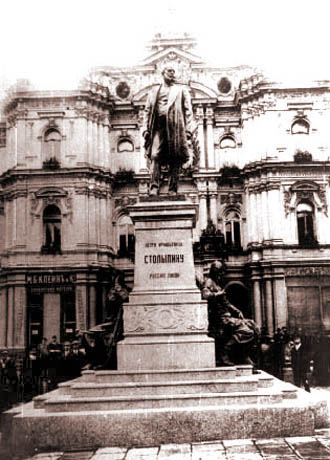
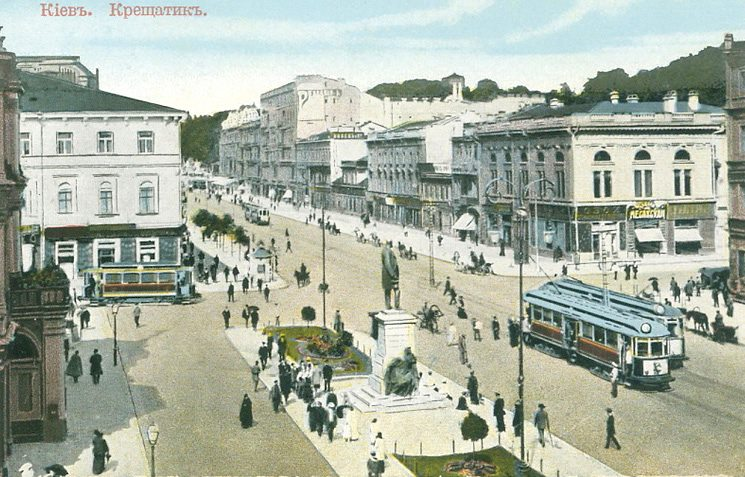

Dans le cadre de la préparation de la Journée de la liberté (uk), le 19 mars 1917 (calendrier julien), le 16 mars, une manifestation ukrainienne de masse a eu lieu à Kiev sur Krechtchatyk. Le point culminant de cette action fut quand la foule révolutionnaire ukrainienne organisa un « tribunal du peuple » jugeant Piotr Stolypine. Une potence improvisée fut construite autour du monument. Après les discours des « avocats » et des « accusateurs », le « verdict » fut lu, après quoi la figure de Stolypine à l’aide de treuils métalliques a d’abord été suspendue au-dessus du piédestal, puis, sous les cris enthousiastes de la foule, jetée au sol.
Après la démolition, la statue en bronze de Stolypine resta pendant de nombreuses années avec de la ferraille à l’usine d’Arsenal et fut ensuite fondue. Les sculptures « Vityazya » et « Femmes-Russie », qui ornaient le piédestal du monument, furent également transférées à l'Arsenal », mais elles ont ensuite été décidées à être transférées pour être stockées dans la réserve du musée de la laure des Grottes de Kiev, où elles ont disparu sans laisser de trace.
Sur le site du monument à Piotr Stolypine, deux ans après la démolition, le 20 février 1919, deux semaines après la proclamation du pouvoir soviétique à Kiev, un premier monument à Karl Marx fut érigé dans la ville, qui fut ensuite détruit par l'Armée des volontaires de Dénikine. En 1922, un monument cubiste fut construit près de l’ancien monument Karl Marx.

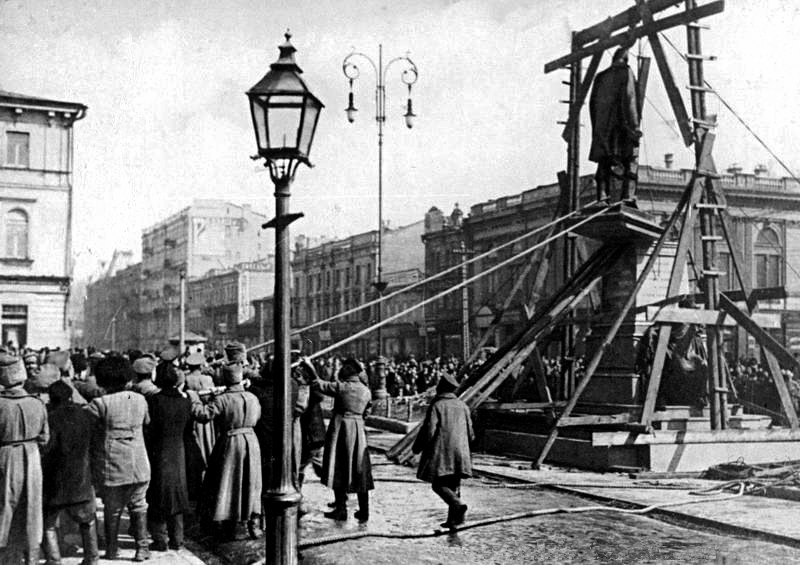
Destruction du monument en 1917

## Analyses
La statue fut mise en face du Café Semadeni, un lieu de réunion informel des boursiers. Le Center for Urban History of East Central Europe (en) estime que « le café Semadeni était situé à proximité de la bourse de Kiev et jouissait du statut de "bourse informelle" où de nombreux commerçants juifs avaient l'habitude de se réunir. Pour les nationalistes russes, qui luttaient pour que le commerce russe fasse contrepoids au capital commercial juif, ce choix signifiait une présence symbolique du nationalisme russe dans le commerce et les échanges » En 1917, le monument fut démantelé, « la statue de Stolypine étant "pendue" sur un échafaudage spécialement construit : il s'agissait d'une vengeance symbolique pour la persécution et l'exécution des révolutionnaires en 1906-1907 ».

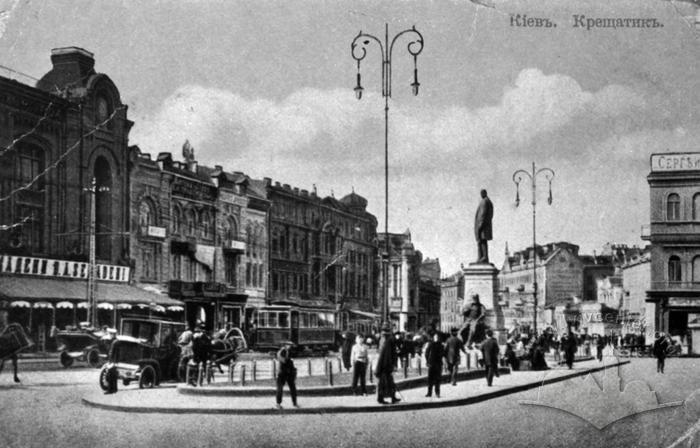
Le monument en mémoire de Piotr Stolypine en face du Café Semadeni, à gauche